# 31 de maio
31 de maio é o 151.º dia do ano no calendário gregoriano (152.º em anos bissextos). Faltam 214 dias para acabar o ano.

## Eventos históricos

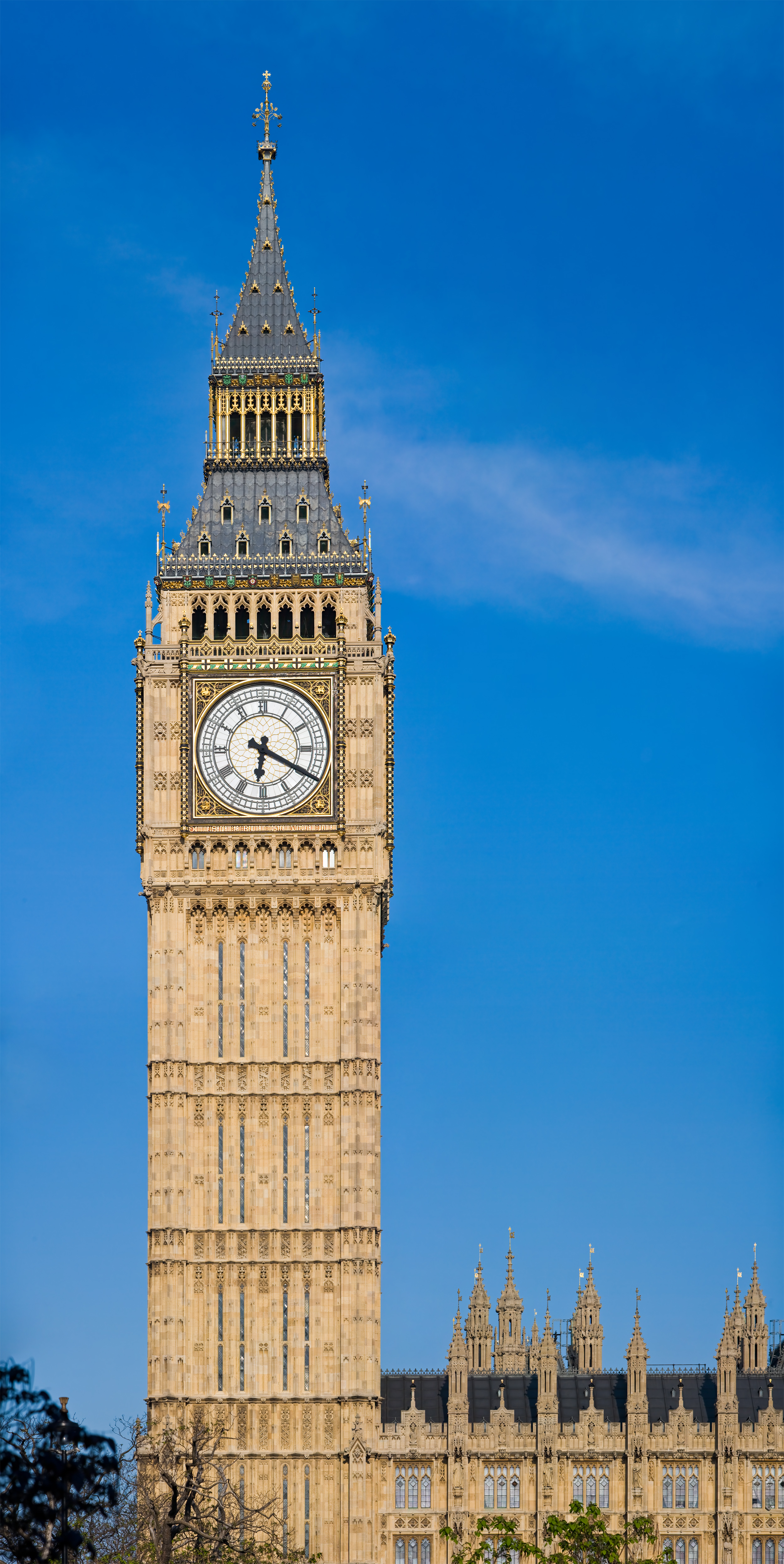
1859: Inauguração da Torre do Relógio, que abriga o Big Ben

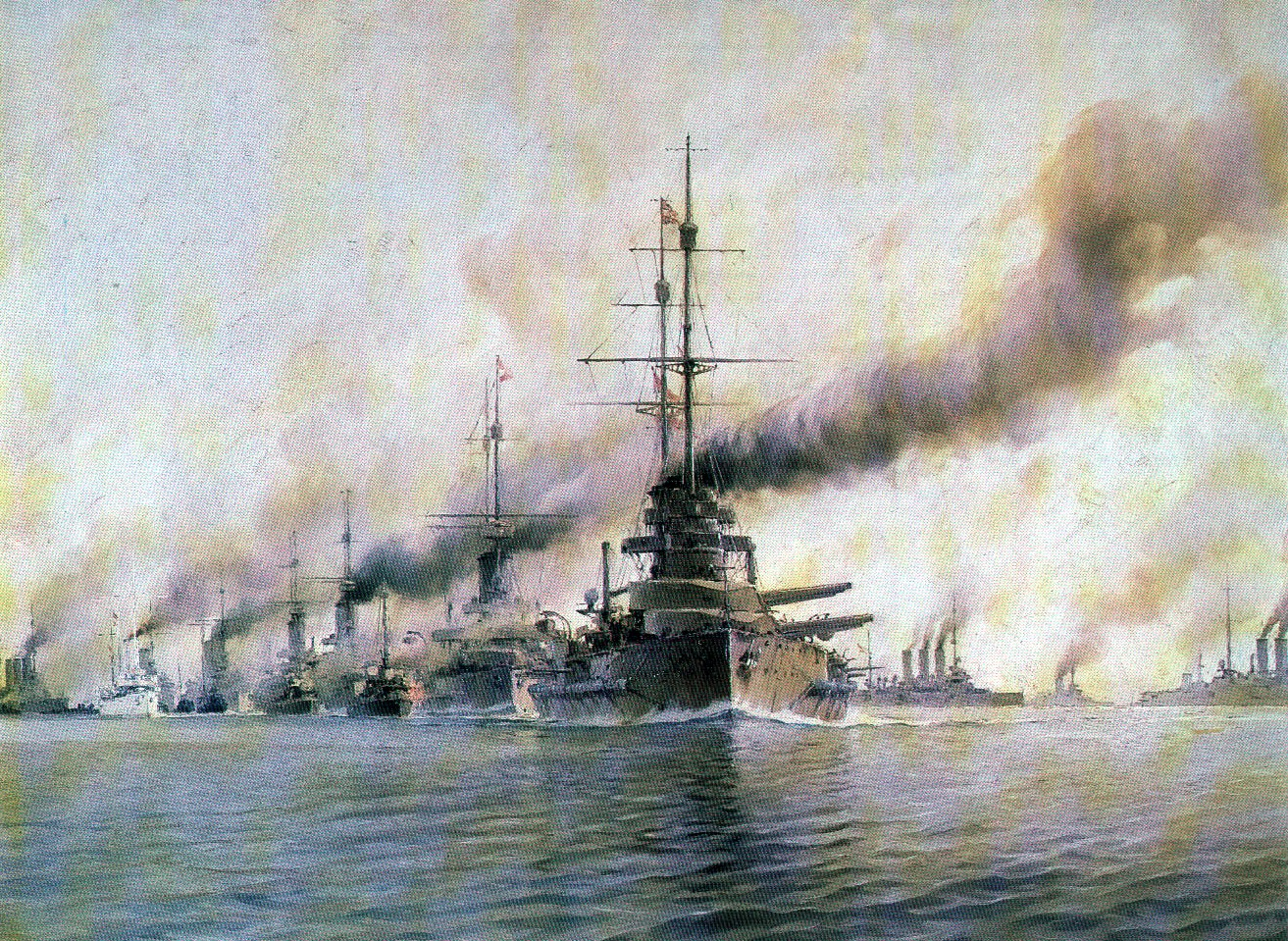
1916: Batalha da Jutlândia

- 0455 — Imperador Petrônio Máximo é apedrejado até a morte por uma multidão enfurecida enquanto fugia de Roma.
- 1223 — Um exército mongol liderado pelos generais Jebe Noyon e Subedei vence os exércitos dos vários principados russos na Batalha do Rio Kalka.
- 1293 — A invasão mongol de Java foi uma expedição punitiva contra o rei Kertanegara de Singhasari, que se recusou a pagar tributo a dinastia Yuan e mutilou um de seus ministros. No entanto, terminou em fracasso para os mongóis.[1]
- 1578 — O rei Henrique III lança a primeira pedra da Pont Neuf (Ponte Nova), a ponte mais antiga de Paris, França.[2]
- 1795 — Revolução Francesa: o Tribunal Revolucionário é suprimido.
- 1859 — A Torre do Relógio nas Casas do Parlamento, que abriga o Big Ben, começa a marcar o tempo.
- 1889 — Inundação de Johnstown: mais de 2 200 pessoas morrem depois que uma represa rompe e envia um paredão de água de 18 metros de altura sobre a cidade de Johnstown, na Pensilvânia.
- 1902 — Segunda Guerra dos Bôeres: o Tratado de Vereeniging encerra com a guerra e assegura o controle britânico da África do Sul.
- 1910 — Criação da União Sul-Africana atual África do Sul.
- 1911
  - RMS Titanic é lançado ao mar em Belfast, na Irlanda do Norte.
  - Presidente do México, Porfirio Díaz, foge do país durante a Revolução Mexicana.
- 1916 — Primeira Guerra Mundial: Batalha da Jutlândia: a Grande Frota britânica enfrenta a Frota de Alto-Mar na maior batalha naval da guerra.
- 1921 — Rebelião Racial de Tulsa mata pelo menos 39 pessoas, mas outras estimativas de fatalidades negras variam de 55 a cerca de 300.
- 1926 — Toma posse em Portugal o 1.º governo da Ditadura Militar, chefiado pelo presidente do Ministério José Mendes Cabeçadas.
- 1935 — Um terremoto de 7,7 MW destrói Quetta, no atual Paquistão, matando 40 000 pessoas.[3]
- 1941 — Guerra anglo-iraquiana: o Reino Unido conclui a reocupação do Iraque e devolve Abd al-Ilah ao poder como regente de Faisal II.
- 1942 — Segunda Guerra Mundial: minissubmarino da Marinha Imperial Japonesa iniciam uma série de ataques a Sydney, Austrália.
- 1961 — União Sul-Africana se torna República da África do Sul, que permanece fora da Comunidade das Nações até 1º de junho de 1994, quando a África do Sul volta a ser membro.
- 1962 — Federação das Índias Ocidentais deixa de existir.
- 1970 — O terremoto de Ânchache de 7,9 MW ocorre no Peru com uma intensidade máxima de Mercalli de VIII e um deslizamento de terra enterra a cidade de Yungay, Peru. Entre 66 794 e 70 000 pessoas foram mortas e 50 000 feridas.[4]
- 1973
  - Fundação da Empresa Brasileira de Infraestrutura Aeroportuária (Infraero), autorizada pela Lei 5.862.[5]
  - Senado dos Estados Unidos vota o corte do financiamento para o bombardeio de alvos do Khmer Vermelho no Camboja, apressando o fim da Guerra Civil Cambojana.
  - O voo 440 da Indian Airlines cai perto do aeroporto de Palam, em Deli, matando 48 pessoas.[6]
- 1979 — Eunice Michiles, da ARENA, toma posse como a primeira senadora da história do Brasil.
- 1991 — Acordos de Bicesse em Angola estabelecem uma transição para a democracia multipartidária sob a supervisão da missão UNAVEM II das Nações Unidas.
- 2003 — Último voo de um Concorde da Air France.
- 2005 — Vanity Fair revela que Mark Felt era o "Deep Throat".
- 2009 — Airbus A330 do voo Air France 447, entre o Rio de Janeiro e Paris, desaparece sobre o Oceano Atlântico com 228 pessoas a bordo, entre elas 59 brasileiros. Todos os passageiros a bordo morreram.
- 2010 — Comandos israelenses do Shayetet 13 embarcaram na Flotilha da Liberdade de Gaza enquanto ainda estavam em águas internacionais tentando romper o bloqueio em andamento da Faixa de Gaza; nove civis turcos na flotilha foram mortos no subsequente tumulto violento.
- 2013 — O asteroide 1998 QE2 e sua lua fazem sua maior aproximação da Terra nos próximos dois séculos.
- 2016 — Guerra Civil Síria: As Forças Democráticas Sírias (FDS) lançam a Ofensiva de Mambije, com o objetivo de capturar a cidade de Mambije do Estado Islâmico do Iraque e do Levante (EIIS).[7]
- 2017 — Carro-bomba explode em um cruzamento lotado de Cabul, perto da embaixada alemã na hora de maior movimento, matando mais de 90 pessoas e ferindo outras 463.

## Nascimentos

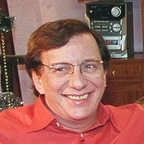
Marco Nanini

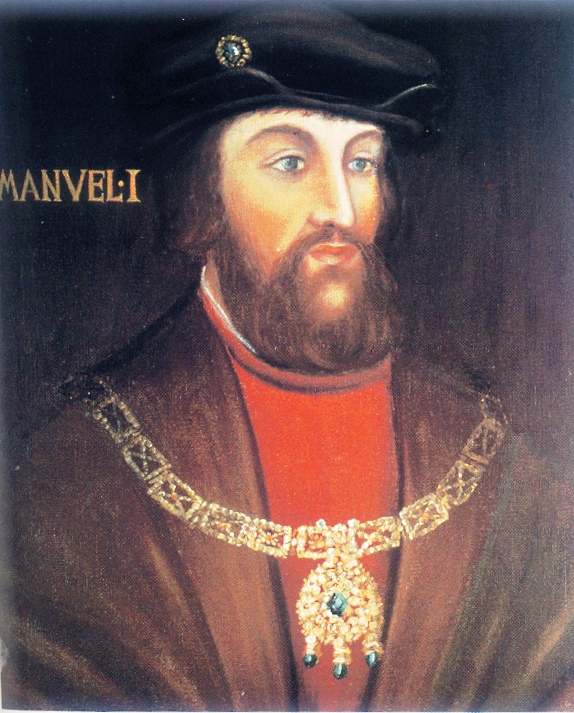
Manuel I de Portugal

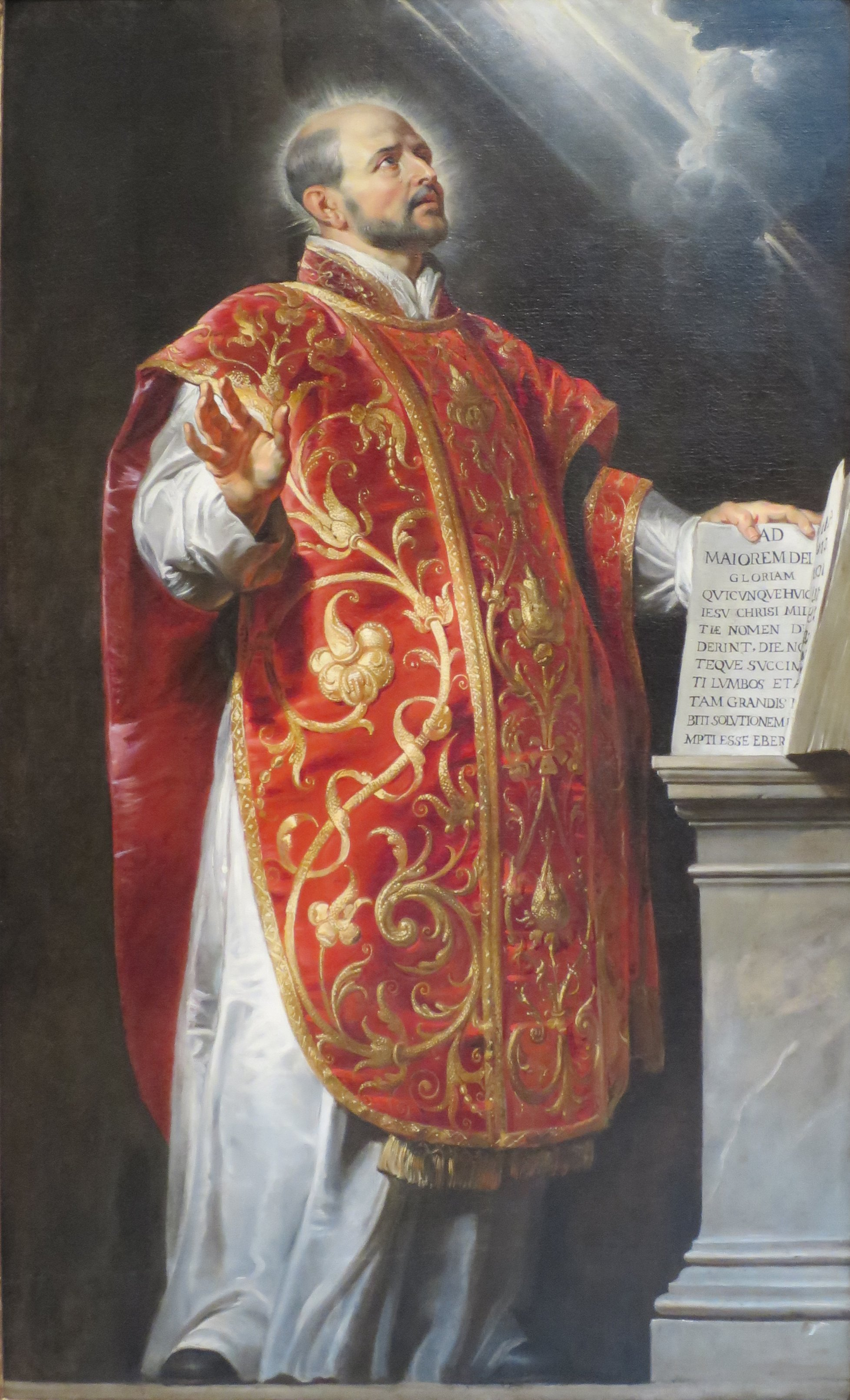
Inácio de Loyola

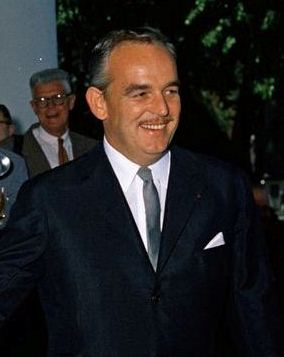
Rainier III, Príncipe de Mônaco

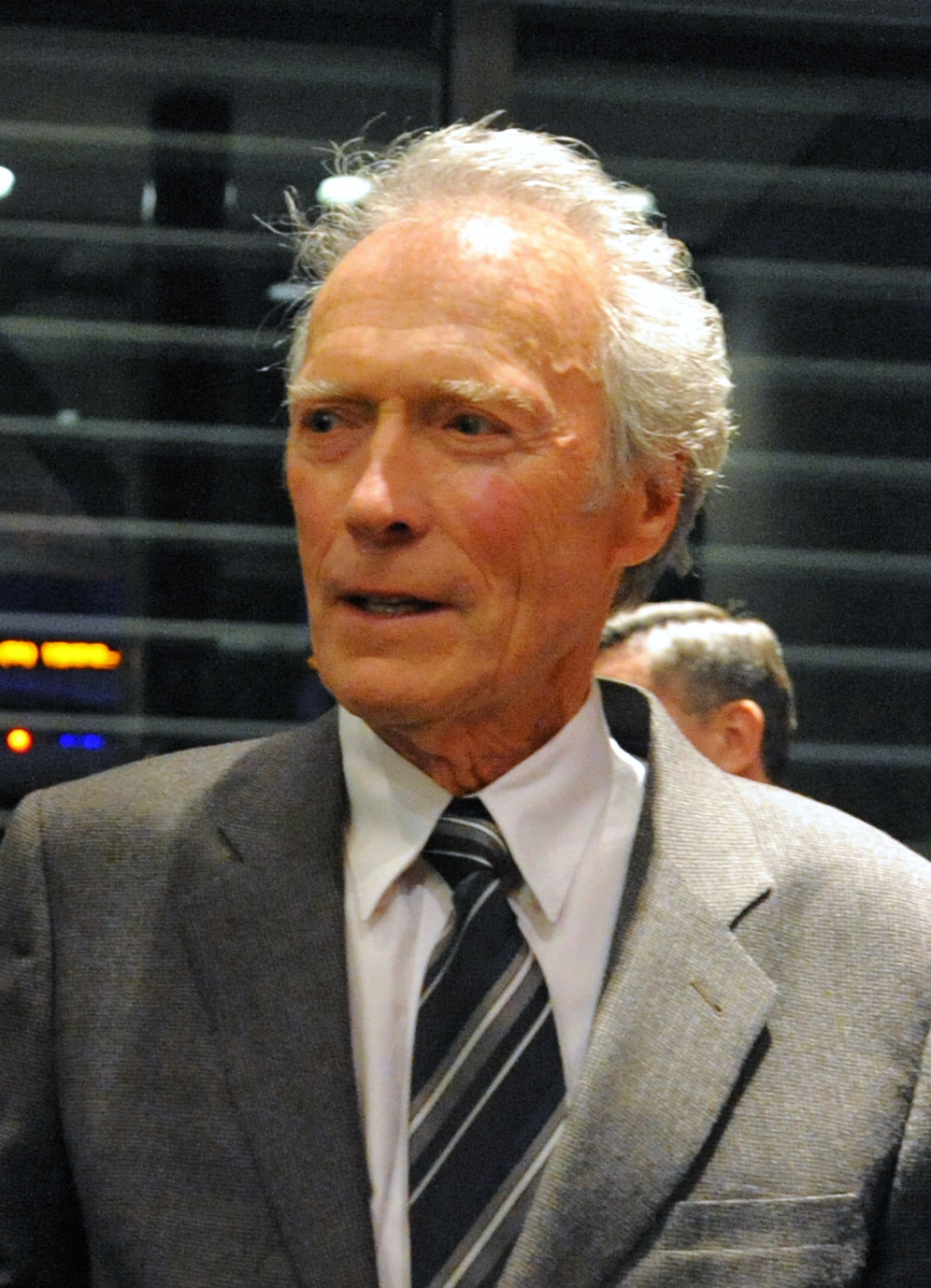
Clint Eastwood

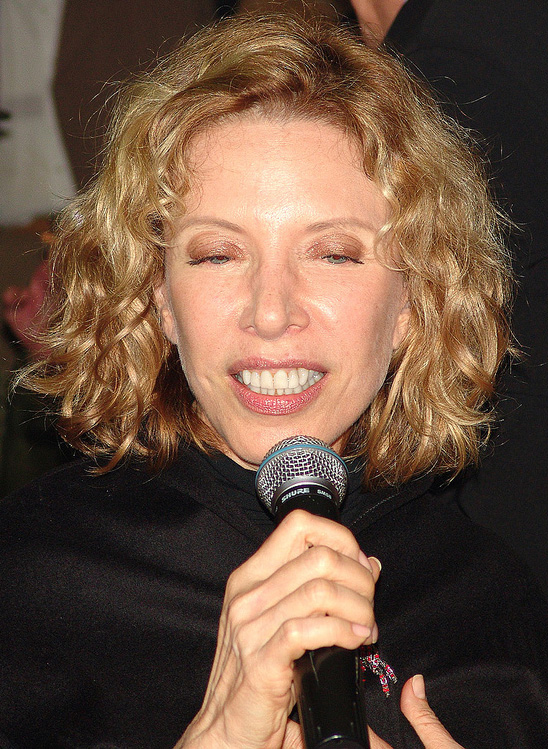
Marília Gabriela

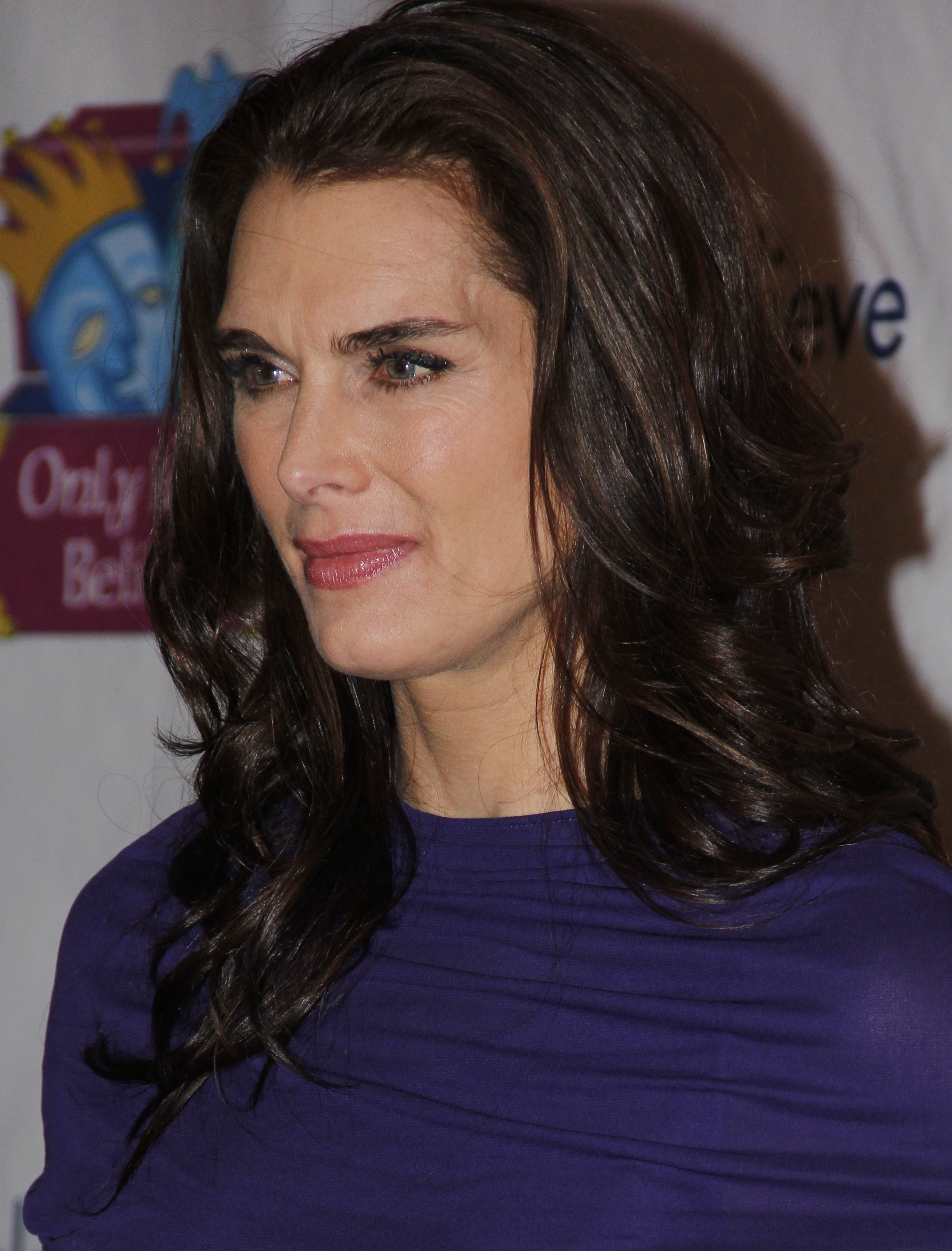
Brooke Shields

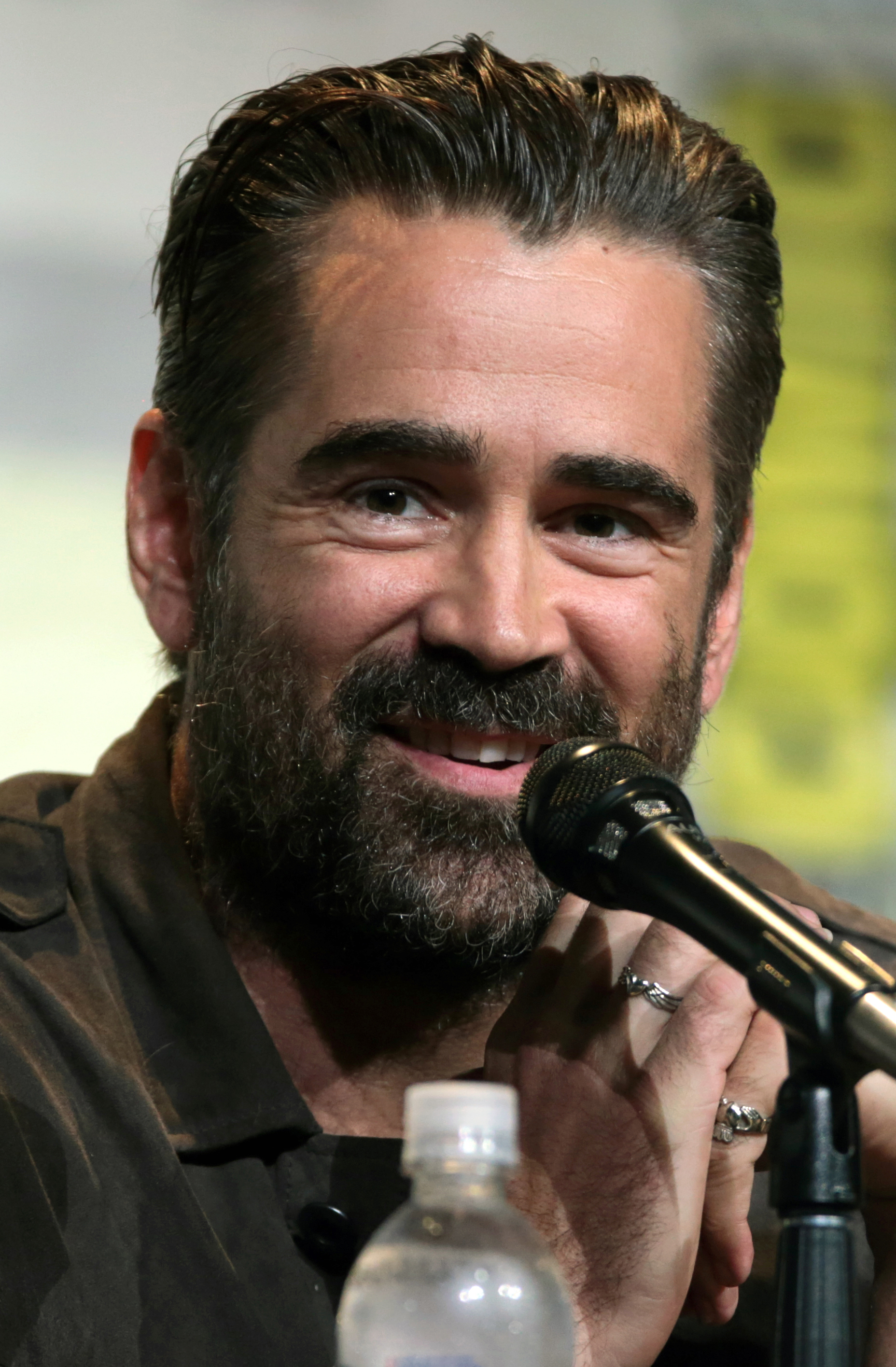
Colin Farrell

### Anteriores ao século XIX
- 1467 — Sibila de Brandemburgo, nobre alemã (m. 1505).
- 1469 — Manuel I de Portugal (m. 1521).
- 1491 — Inácio de Loyola, teólogo espanhol (m. 1556).
- 1535 — Alessandro Allori, pintor italiano (m. 1607).
- 1557 — Teodoro I da Rússia (m. 1598).
- 1597 — Jean-Louis Guez de Balzac, escritor francês (m. 1654).
- 1613 — João Jorge II da Saxônia (m. 1680).
- 1773 — Ludwig Tieck, poeta e escritor alemão (m. 1853).

### Século XIX
- 1801 — Johann Georg Baiter, filólogo e crítico textual suíço (m. 1877).
- 1818 — John Albion Andrew, político norte-americano (m. 1867).
- 1819 — Walt Whitman, poeta norte-americano (m. 1892).
- 1838 — Henry Sidgwick, filósofo britânico (m. 1900).
- 1857 — Papa Pio XI (m. 1939).
- 1881 — Heinrich Burger, patinador artístico alemão (m. 1942).
- 1883 — Lauri Kristian Relander, político finlandês (m. 1942).
- 1892 — Gregor Strasser, político alemão (m. 1934).

### Século XX

#### 1901–1950
- 1902
  - John Russell, jogador e treinador de basquete estadunidense (m. 1973).
  - Viliam Široký, político eslovaco (m. 1971).
- 1907 — Hermann Arthur Jahn, físico britânico (m. 1979).
- 1908
  - Nils Poppe, ator, diretor e roteirista sueco (m. 2000).
  - Don Ameche, ator estadunidense (m. 1993).
- 1910 — Louis Thiétard, ciclista francês (m. 1998).
- 1911 — Maurice Allais, economista francês (m. 2010).
- 1912
  - Alfred Deller, contratenor britânico (m. 1979).
  - Martin Schwarzschild, astrônomo alemão (m. 1997).
- 1913 — Carolina Cardoso de Menezes,  compositora e pianista brasileira (m. 2000).
- 1914 — Erich Herrmann, handebolista alemão (m. 1989).
- 1915 — Judith Arundell Wright, escritora australiana (m. 2000).
- 1916 — Bernard Lewis, acadêmico e historiador britânico (m. 2018).
- 1917
  - Zilka Salaberry, atriz brasileira (m. 2005).
  - Jean Rouch, cineasta e etnólogo francês (m. 2004).
- 1921 — Luís Delfino, ator e humorista brasileiro (m. 2005).
- 1922 — Denholm Elliott, ator britânico (m. 1992).
- 1923
  - Rainier III, Príncipe de Mônaco (m. 2005).
  - Ellsworth Kelly, pintor, gravurista e escultor estadunidense (m. 2015).
- 1925
  - Sebastião Amorim Gimenez, ex-jogador de basquete brasileiro.
  - Frei Otto, arquiteto alemão (m. 2015).
- 1926 — John George Kemeny, matemático e cientista da computação húngaro-estadunidense (m. 1992).
- 1929 — Menahem Golan, diretor e produtor de cinema israelense (m. 2014).
- 1930 — Clint Eastwood, ator, cineasta, produtor cinematográfico e compositor estadunidense.
- 1931
  - Shirley Verrett, soprano estadunidense (m. 2010).
  - Alfredo Torres, ex-futebolista mexicano (m. 2022).
- 1932
  - William Thoresson, ex-ginasta sueco.
  - Ed Lincoln, músico e produtor musical brasileiro (m. 2012).
  - Jay Miner, cientista da computação estadunidense (m. 1994).
- 1934 — Bent Peder Rasch, canoísta dinamarquês (m. 1988).
- 1937 — Radoje Kontić, político montenegrino.
- 1938
  - Johnny Paycheck, cantor, compositor, multi-instrumentista americano (m. 2003).
  - Luiz Carlos Miele, ator, cantor e apresentador de televisão brasileiro (m. 2015).
- 1940 — Gilbert Shelton, cartunista e músico estadunidense.
- 1941
  - William Nordhaus, economista estadunidense.
  - Louis Ignarro, farmacologista norte-americano.
- 1942
  - Jo Vonlanthen, ex-automobilista suíço.
  - Eloy Campos, ex-futebolista peruano.
- 1943 — Sharon Gless, atriz estadunidense.
- 1944 — Iyad Allawi, político iraquiano.
- 1945 — Laurent Gbagbo, político marfinense.
- 1947 — Krishna Das, cantor e músico estadunidense.
- 1948
  - John Bonham, músico britânico (m. 1980).
  - Marco Nanini, ator brasileiro.
  - Marília Gabriela, jornalista, atriz e apresentadora de televisão brasileira.
  - Paulinho da Costa, músico brasileiro.
  - Svetlana Alexijevich, escritora e jornalista bielorrussa.
- 1949 — Tom Berenger, ator estadunidense.
- 1950 — Jean Chalopin, diretor, produtor de televisão e roteirista francês.

#### 1951–2000
- 1951 — Serge Brussolo, escritor francês.
- 1952
  - Jim Vallance, produtor musical e arranjador canadense.
  - Karl Bartos, músico alemão.
- 1953 — Angélio Paulino de Souza, futebolista, advogado e político brasileiro (m. 2007).
- 1954 — Thomas Mavros, ex-futebolista grego.
- 1955
  - Susie Essman, atriz, dubladora e escritora estadunidense.
  - Tommy Emmanuel, músico australiano.
  - Naomi Munakata, maestrina nipo-brasileira (m. 2020).
  - Serhiy Chukhrai, ex-canoísta russo.
- 1956
  - Prêntice, cantor e compositor brasileiro (m. 2005).
  - Javier Sicilia, escritor e jornalista mexicano.
- 1958 — Tim Hill, diretor e produtor de cinema estadunidense.
- 1959 — Andrea de Cesaris, automobilista italiano (m. 2014).
- 1960
  - Chris Elliott, ator e escritor estadunidense.
  - Protase Rugambwa, religioso tanzaniano.
- 1961 — Lea Thompson, atriz estadunidense.
- 1962
  - Dina Boluarte, advogada e política peruana.
  - Philippe Gache, automobilista francês.
  - Victoria Ruffo, atriz mexicana.
  - He Zhi Wen, mesa-tenista chinês.
- 1963 — Viktor Orbán, político húngaro.
- 1964
  - Darryl McDaniels, rapper estadunidense.
  - Scotti Hill, músico estadunidense.
- 1965 — Brooke Shields, atriz e modelo estadunidense.
- 1967
  - Válber Roel, ex-futebolista brasileiro.
  - Sandrine Bonnaire, atriz e diretora francesa.
- 1969
  - Pilar Montenegro, atriz e cantora mexicana.
  - Tony Cetinski, cantor croata.
- 1970 — Paolo Sorrentino, diretor de cinema e roteirista italiano.
- 1971 — Diana Damrau, cantora lírica alemã.
- 1972
  - Heidi Astrup, ex-handebolista dinamarquesa.
  - Christian McBride, músico norte-americano.
  - Archie Panjabi, atriz britânica.
  - Antti Niemi, ex-futebolista finlandês
- 1973
  - Marcelo Falcão, músico brasileiro.
  - Dominique Monami, ex-tenista belga.
- 1974 — Aleksandr Kostoglod, canoísta russo.
- 1975
  - Antonín Kinský, ex-futebolista tcheco.
  - Sandra Reyes, atriz colombiana (m. 2024).
- 1976 — Colin Farrell, ator irlandês.
- 1977
  - Domenico Fioravanti, ex-nadador italiano.
  - James Matola, ex-futebolista zimbabuano.
  - Moses Sichone, ex-futebolista e treinador de futebol zambiano.
- 1978
  - Eric Moussambani, ex-nadador guinéu-equatoriano.
  - Daniel Bekono, ex-futebolista camaronês.
- 1979
  - Cassius Duran, atleta brasileiro de saltos ornamentais.
  - Jean François Gillet, ex-futebolista belga.
- 1980
  - Andy Hurley, baterista estadunidense.
  - Edith Bosch, judoca neerlandesa.
  - Georgia Lara, jogadora de polo aquático grega.
- 1981 — Daniele Bonera, ex-futebolista e treinador de futebol italiano.
- 1982
  - Jonathan Tucker, ator estadunidense.
  - Erion Xhafa, ex-futebolista albanês.
  - Éder Luciano, futebolista brasileiro.
- 1983
  - Edno, futebolista e treinador de futebol brasileiro.
  - Ni Hua, enxadrista chinês.
- 1984
  - Marquinhos Vieira, jogador de basquete brasileiro.
  - Yael Grobglas, atriz francesa.
  - Matías Alustiza, futebolista argentino.
  - Oswaldo Vizcarrondo, ex-futebolista venezuelano.
  - Jason Smith, ator australiano.
- 1985 — Ian Vougioukas, ex-jogador de basquete grego.
- 1986
  - Robert Gesink, ciclista neerlandês.
  - Gabriel Zakuani, ex-futebolista congolês.
- 1988
  - Jonathan Álvez, futebolista uruguaio.
  - Elias Theodorou, lutador canadense de artes marciais mistas (m. 2022).
- 1989
  - Bas Dost, futebolista neerlandês.
  - Marco Reus, futebolista alemão.
  - Daul Kim, modelo, pintora e blogueira sul-coreana (m. 2009).
  - Pablo Alborán, cantor espanhol.
- 1990 — Giuliano, futebolista brasileiro.
- 1991
  - Azealia Banks, rapper, cantora, atriz e compositora estadunidense.
  - Leonardo Gil, futebolista argentino.
- 1992
  - Tássia Carcavalli, jogadora de basquete brasileira.
  - Anna-Maria Sieklucka, atriz e cantora polonesa.
  - Devin Way, ator e modelo americano.
- 1993
  - Asuka Cambridge, velocista japonês.
  - José Campaña, futebolista espanhol.
- 1994 — Thiago Monteiro, tenista brasileiro.
- 1995 — Michal Schlegel, ciclista tcheco.
- 1996
  - Normani, cantora estadunidense.
  - Simone Scuffet, futebolista italiano.
- 1997 — Adalberto Peñaranda, futebolista venezuelano.
- 1998
  - Santino Ferrucci, automobilista estadunidense.
  - Stephy Mavididi, futebolista francês.

### Século XXI
- 2001 — Iga Świątek, tenista polonesa.
- 2002 — Moses Moody, jogador de basquete norte-americano.
- 2003
  - Amelie Morgan, ginasta artística britânica.
  - Benjamin Šeško, futebolista esloveno.
- 2004 — Rayan Rupert, jogador de basquete francês.
- 2006 — Olivia Wunsch, nadadora australiana.

## Mortes

### Anteriores ao século XIX
- 0455 — Petrónio Máximo, imperador romano (n. 396).
- 1076 — Valdevo da Nortúmbria, conde de Huntingdon e Northampton (n. 1050).
- 1162 — Géza II da Hungria (n. 1130).
- 1410 — Martim I de Aragão (n. 1356).
- 1495 — Cecília Neville, duquesa de Iorque (n. 1415).
- 1680 — Joachim Neander, compositor alemão (n. 1650).
- 1750 — Ana Frederica de Promnitz-Pless, princesa de Anhalt-Köthen (n. 1711).
- 1800 — Sofia Frederica de Thurn e Taxis, princesa de Thurn e Taxis (n. 1758).

### Século XIX
- 1809 — Joseph Haydn, compositor austríaco (n. 1732).
- 1832 — Évariste Galois, matemático francês (n. 1811).
- 1875 — Eliphas Lévi, escritor e mágico francês (n. 1810).

### Século XX
- 1915 — John White Alexander, pintor e ilustrador norte-americano (n. 1856).
- 1977 — William Castle, cineasta estadunidense (n. 1914).
- 1986
  - Leo James Rainwater, físico estadunidense (n. 1917).
  - Dora Russell, escritora inglesa (n. 1894).
- 1989 — Willi Horn, canoísta alemão (n. 1909).
- 1991
  - Magnus Hestenes, matemático estadunidense (n. 1906).
  - Angus Wilson, romancista e contista inglês (n. 1913).
- 1997 — Frei Damião, religioso italiano (n. 1898).
- 2000 — Erich Kähler, matemático alemão (n. 1906).

### Século XXI
- 2001 — Faisal Husseini, político palestino (n. 1940).
- 2005 — Eduardo Teixeira Coelho, escritor português (n. 1919).
- 2009 — Martin Clemens, militar e administrador colonial britânico (n. 1915).
- 2014 — Maurício Torres, jornalista esportivo, apresentador de TV e narrador brasileiro (n. 1971).
- 2017 — Lubomyr Husar, cardeal ucraniano (n. 1933)
- 2021 — Sérgio Mascarenhas de Oliveira, físico-químico, pesquisador e professor universitário brasileiro (m. 1928).

## Feriados e eventos cíclicos

### Internacional
- Dia Mundial Sem Tabaco
- Dia Mundial do Tripulante de Cabine

### Europa
- Dia dos Irmãos

### Brasil
- Aniversário do município de Feliz, Rio Grande do Sul
- Aniversário do município de Juiz de Fora, Minas Gerais

### Cristianismo
- Giacomo Salomoni
- Nossa Senhora de Todas as Nações
- Petronilla de Roma
- Visitação de Maria

## Outros calendários
- No calendário romano era o dia anterior às (véspera das) calendas de junho.
- No calendário litúrgico tem a letra dominical D para o dia da semana.
- No calendário gregoriano a epacta do dia é xxviii.